# Draba pulvinata
Draba pulvinata är en korsblommig växtart som beskrevs av Porphir Kiril Nicolai Stepanowitsch Turczaninow. Draba pulvinata ingår i släktet drabor, och familjen korsblommiga växter.

## Underarter
Arten delas in i följande underarter:
- D. p. berryi
- D. p. pulvinata